# Semenivka, Lenine
Semenivka (în ucraineană Семенівка) este un sat în comuna Mîsove din raionul Lenine, Republica Autonomă Crimeea, Ucraina.

## Demografie
Componența lingvistică a localității Semenivka
     Rusă (82,98%)
     Ucraineană (14,54%)
     Tătară crimeeană (1,77%)
     Alte limbi (0,7%)
Conform recensământului din 2001, majoritatea populației localității Semenivka era vorbitoare de rusă (82,98%), existând în minoritate și vorbitori de ucraineană (14,54%) și tătară crimeeană (1,77%).